# Fudbalski Klub Bregalnica Štip 2017-2018
Questa voce raccoglie le informazioni riguardanti il Fudbalski Klub Bregalnica Štip nelle competizioni ufficiali della stagione 2017-2018. 

## Rosa
| N. |                               | Ruolo | Calciatore         |
| -- | ----------------------------- | ----- | ------------------ |
| 1  | Macedonia del Nord (bandiera) | P     | Filip Gačevski     |
| 3  | Macedonia del Nord (bandiera) | D     | Sašo Gjoreski      |
| 7  | Macedonia del Nord (bandiera) | C     | Dushko Andonov     |
| 8  | Macedonia del Nord (bandiera) | C     | Goran Zdravkov     |
| 10 | Macedonia del Nord (bandiera) | A     | Lazar Iliev        |
| 12 | Macedonia del Nord (bandiera) | P     | Ljupcho Kolev      |
| 14 | Macedonia del Nord (bandiera) | D     | Tomislav Blazheski |
| 18 | Bulgaria (bandiera)           | C     | Nikolay Hristov    |
| 19 | Macedonia del Nord (bandiera) | C     | Slavcho Velkovski  |
| 22 | Macedonia del Nord (bandiera) | C     | Gligor Gligorov    |
| 23 | Macedonia del Nord (bandiera) | C     | George Nikovski    |
| 25 | Macedonia del Nord (bandiera) | D     | Darko Stojanov     |
| 31 | Macedonia del Nord (bandiera) | P     | Pepi Davitkov      |

| N. |                                 | Ruolo | Calciatore         |
| -- | ------------------------------- | ----- | ------------------ |
| 33 | Macedonia del Nord (bandiera)   | D     | Stefan Ristovski   |
| 55 | Macedonia del Nord (bandiera)   | D     | Dejan Mitrev       |
| 99 | Macedonia del Nord (bandiera)   | A     | Stefan Mishev      |
|    | Macedonia del Nord (bandiera)   | D     | Stefan Kocev       |
|    | Serbia (bandiera)               | D     | Zvonimir Stanković |
|    | Macedonia del Nord (bandiera)   | D     | Igor Stojanov      |
|    | Macedonia del Nord (bandiera)   | D     | Nikola Tonev       |
|    | Macedonia del Nord (bandiera)   | D     | Ivan Varadinovski  |
|    | Macedonia del Nord (bandiera)   | C     | Elmir Mandak       |
|    | Macedonia del Nord (bandiera)   | C     | Stefan Kostov      |
|    | Macedonia del Nord (bandiera)   | A     | Mario Filipovski   |
|    | Macedonia del Nord (bandiera)   | A     | Angel Nacev        |
|    | Bosnia ed Erzegovina (bandiera) | A     | Boško Stupić       |